# روك أ دودل
روك أ دودل (بالإنجليزية: Rock-a-Doodle)‏ هو فيلم كوميدي موسيقي مباشر / رسوم متحركة عام 1991 من إنتاج Sullivan Bluth Studios و Goldcrest Films. استنادًا إلى مسرحية إدموند روستان الكوميدية لعام 1910، تم إخراج روك أ دودل بواسطة دون بلوث وكتبه ديفيد ن. وايس. يعرض الفيلم أصوات غلين كامبل وكريستوفر بلامر وفيل هاريس (في دوره السينمائي الأخير قبل تقاعده من التمثيل، ووفاته في عام 1995)، وتشارلز نيلسون ريلي، وسوريل بوكه، وساندي دونكان، وإدي ديزن، وإلين جرين، وتوبي سكوت جانجر (في فيلمه الأول).

## القصة
شانتكلير هو ديك فخور يعيش في المزرعة وكلما اتصل في الصباح، تضيء الشمس المزرعة، أحببت جميع الحيوانات السعيدة شانتكلير وصوته، حتى دخل ذات يوم ديك أجنبي أرسله دوق البومة، الذي كان يكره الشمس تسلل إلى المزرعة وقاتل شانتكلير. ربح شانتكلير المعركة حقًا، لكن الدوق جعل الحيوانات تضحك عليه وطرده من المزرعة، وغادر ذلك الرجل المزرعة وانتقل إلى المدينة وكانت المزرعة ممطرة. في هذه الأثناء، القصة جزء من قصة أطلقت عليها أم تدعى دوري اسم ابنها إدموند. فجأة، غمرت المياه مزرعة إدموند بعد هطول الأمطار، عندما اتصل فرانك، والد إدموند، بالعائلة لإنقاذ المزرعة، طلبت منه والدة إدموند البقاء في المنزل. عندما تذكر إدموند شانتكلير، صرخ بصوت عالٍ، لكن الدوق السيئ الكبير جاء مكانه وحول إدموند إلى قطة صغيرة لمهاجمته. لحسن الحظ، تم إنقاذ إدموند من قبل الكلب باتو الذي عض ساق الدوق ومع مصباح يدوي طرد إدموند الدوق. يواجه ادموند أيضًا كرو سنايبس وفأر الفلفل، ويسافران معًا في صندوق إلى المدينة لإعادة شانتكلير، بينما تبقى بقية الحيوانات. أرسل الدوق ابن أخيه حدس والبوم للقضاء عليهم، لكن حدس فشل.
عندما وصلوا إلى المدينة، اكتشف إدموند وأصدقاؤه أن شانتكلير قد غير اسمه إلى «الملك»، وهو مغني يشبه الفيس يغني في قاعة حفلات لجمهور كبير. يستأجر الدوق وكيل أعماله بينكي الثعلب لضمان عدم عودة شانتكلير إلى المزرعة. نتيجة لذلك، استأجر مغني كورال يدعى جولدي، وهو طائر جميل، لإغواء شانتكلير. كان شانتكلير مهتمًا جدًا بـ جولدي لدرجة أنه لم يفوت المزرعة. عندما ركب إدموند سيارة غولدي وطلب منها التحدث إلى شانتيكلير، اعتقدت جولدي أنه قطة قاسية وأخذته بعيدًا في غضب، ولكن بعد أن قبضت بينكي والضفادع على إدموند وأصدقائه، فتحت غولدي قلبها وأدركت ذلك قد أخطأ. في غرفة التصوير، أخبر غولدي بحزن شانتيكلير أن أصدقاء مزرعته في المدينة يبحثون عنه. في هذه الأثناء، تم القبض على إدموند وأصدقاؤه في مقطورة بينكي. عندما اكتشف شانتكلير أن بينكي كذب عليه واستغله، هرب شانتكلير مع جولدي من الممر مباشرة إلى المقطورة لإنقاذ أصدقائه. عندما كانوا على وشك العودة إلى المنزل، أدرك إدموند وأصدقاؤه أن البوم كانوا على وشك أكل أصدقائهم بسبب قلة الضوء، ولحسن الحظ طارد إدموند البوم بمصباح الهليكوبتر.
بمجرد عودتهم إلى المزرعة، حاول إدموند وأصدقاؤه إقناع شانتكلير بالقراءة، لكنهم أدركوا أن شانتكلير قد نسي القراءة. حاول إدموند تحرير روح شانتيكلير ودعا اسمه عدة مرات، لكن الدوق أخذ إدموند وفقد وعيه. بعد هذه البطة وجميع الحيوانات التي سميت باسم شانتكلير والتي أغضبت الدوق، لحسن الحظ عادت ذاكرة شانتكلير إليه وصرخ بصوت عالٍ حتى ضربت أشعة الشمس دوق النار مما جعله يتقلص. أبعاد.
بعد انتهاء الفيضانات، دارت جميع الحيوانات حول إدموند، الذي كان طفلاً مرة أخرى. عندما دعا بيبرز اسمه، استيقظ إدموند في غرفته أمام والدته. عندما نظر إدموند من النافذة، رأى الشمس مشرقة في المزرعة وأصبح مقتنعًا بأن شانتكلير قد دعا الشمس. أوضحت له والدة إدموند أنه كان مجرد حلم كان يراوده في الليل، لكن إدموند أخبرها أنه كان صحيحًا. عندما غادرت والدة إدموند غرفتها، ذهب إدموند إلى مزرعة شانتكلير عندما كان طفلاً ووجد جميع أصدقائه من الحيوانات هناك، بالإضافة إلى شانتكلير الذي غنى في شمس الفرح.

## وصلات خارجية
- روك أ دودل على موقع IMDb (الإنجليزية)
- روك أ دودل على موقع روتن توميتوز (الإنجليزية)
- روك أ دودل على موقع ألو سيني (الفرنسية)
- روك أ دودل على موقع Turner Classic Movies (الإنجليزية)
- روك أ دودل على موقع أول موفي (الإنجليزية)
- روك أ دودل على موقع بوكس أوفيس موجو (الإنجليزية)
- روك أ دودل على موقع فيلمافينيتي (الإسبانية)
- روك أ دودل على موقع قاعدة بيانات الأفلام السويدية (السويدية)
- روك أ دودل على موقع قاعدة بيانات الفيلم (الإنجليزية)
- روك أ دودل على موقع ليتربوكسد (الإنجليزية)